# Fritz Koenig
Pour les articles homonymes, voir Koenig.
Fritz Koenig, né le 20 juin 1924 à Wurtzbourg et mort le 22 février 2017 à Altdorf (Basse-Bavière), est un sculpteur allemand, principalement connu pour son œuvre La Sphère. 

## Biographie
Né à Wurtzbourg en Allemagne, la famille de Fritz Koenig déménegea à Landshut en Bavière alors qu'il avait six ans. Après la Seconde Guerre mondiale, il étudia l'art à la Kunstakademie München (académie des beaux-arts de Munich), dont il fut diplômé en 1952. Neuf ans plus tard, il s'installa à Ganslberg, aux alentours de Landshut, où il vit et travaille dans une ferme. À partir de 1964, il est professeur d'art à la Technische Hochschule München.

## Son œuvre
Ses œuvres sont pour l'essentiel constituées de formes géométriques, en métal. Même ses représentations humaines sont fortement stylisées : mains en forme de sphères, corps et membres représentées par des cylindres... 

### The Sphere

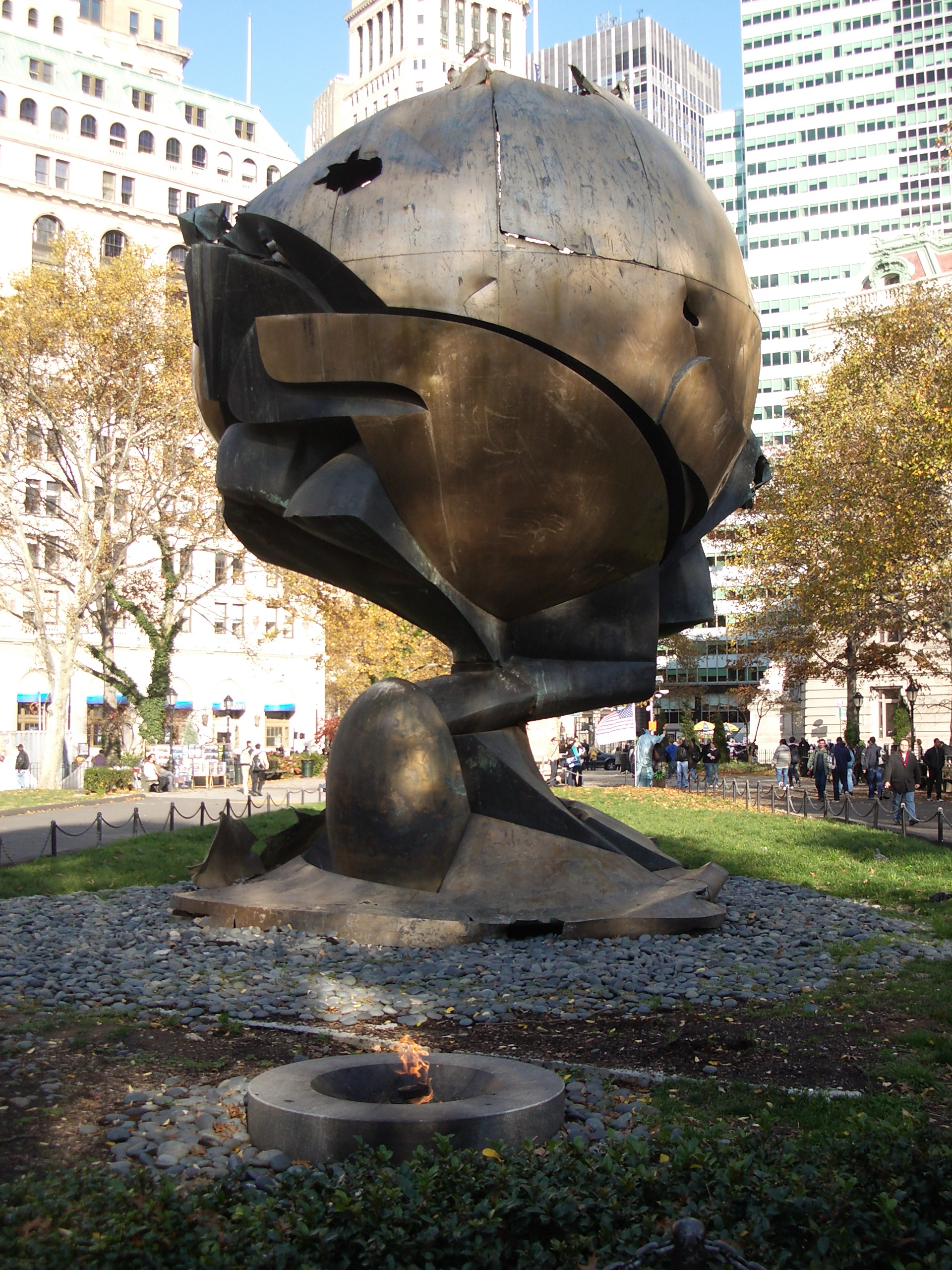
La Sphère avec la flamme éternelle au premier plan (2008).

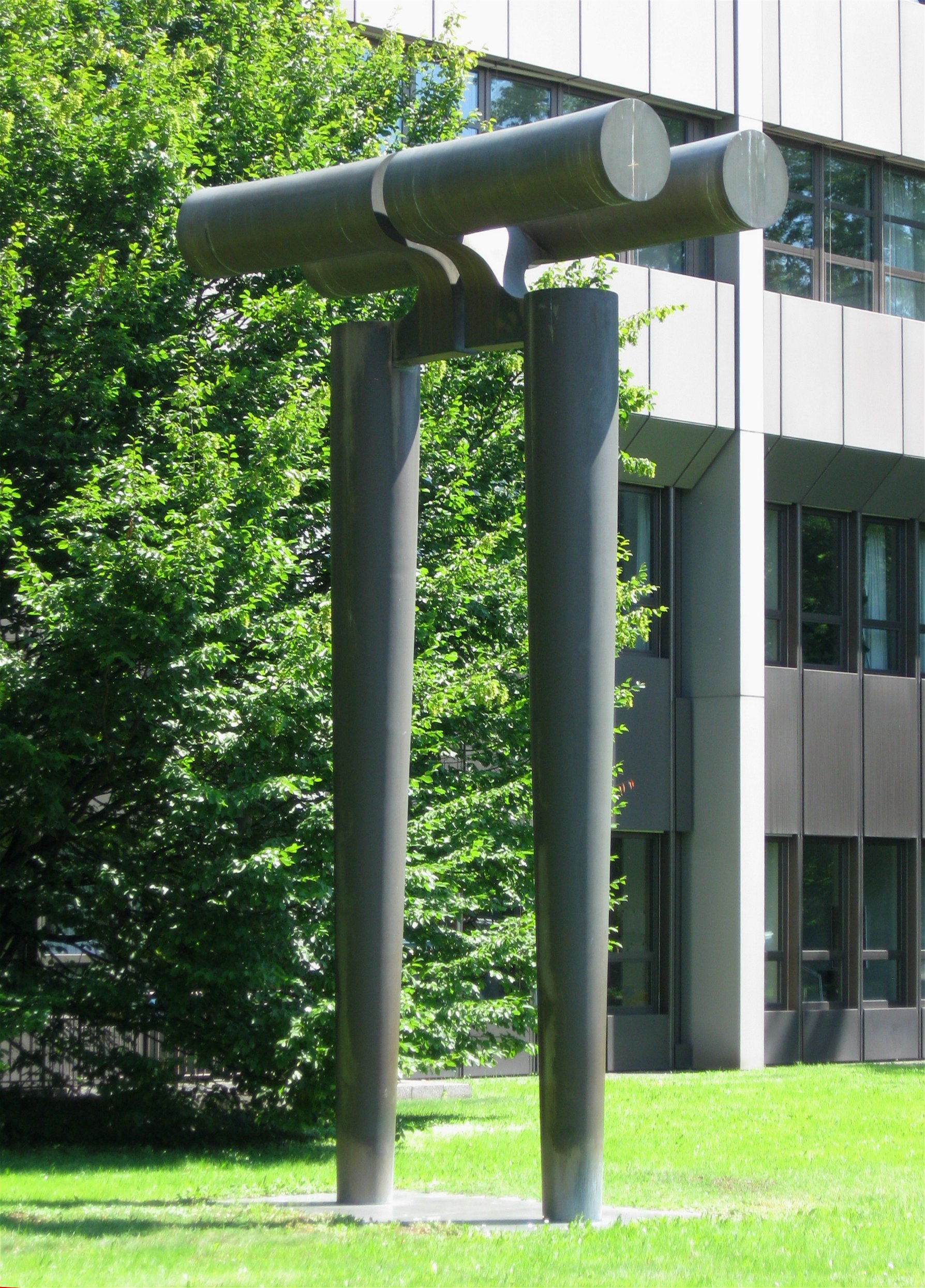
Grosse Torfigur (1985-1986) à Munich en 2011.

Œuvre phare de Fritz Koenig, La Sphère est actuellement située à Battery Park, au sud de Manhattan. 
Achevée en 1971 et auparavant située au milieu d'Austin Tobin Plaza, la place entre les deux tours du World Trade Center, elle était au centre d'une fontaine et effectuait une rotation toutes les 24 heures. Elle symbolisait la paix mondiale à travers le commerce mondial. Son véritable nom était Große Kugelkaryatide (Grande caryatide sphérique), et ce sont les New-Yorkais qui lui attribuèrent rapidement le surnom de the Sphere (La Sphère). 
Elle fut endommagée, cabossée lors des attentats du 11 septembre 2001, mais tout de même épargnée. Six mois plus tard le 11 mars 2002, elle fut placée à Battery Park, un parc situé à l'extrême sud de Manhattan, et est devenue un mémorial aux victimes du 11 septembre. 
Elle devrait retrouver son emplacement d'origine à la suite des travaux de reconstruction de Ground Zero.

### Œuvres principales
- La Sphère, 1969-1971
- Mémorial au camp de concentration de Mauthausen, 1983
- Mémorial aux victimes du Massacre de Munich, lors des Jeux olympiques d'été de 1972